# Etsaut
Etsaut (in dialetto guascone Eth Saut) è un comune francese di 80 abitanti situato nel dipartimento dei Pirenei Atlantici nella regione della Nuova Aquitania.
Appartenente all'Alta valle d'Aspe, il comune è attraversato dalla gave d'Aspe, affluente della gave d'Oloron.

## Comuni limitrofi
- Cette-Eygun a nord
- Borce ad ovest
- Urdos a sud
- Laruns ad est.

## Società

### Evoluzione demografica
Abitanti censiti

## Economia
L'economia locale è essenzialmente orientata verso l'agricoltura e l'allevamento (bovini, ovini e asini dei Pirenei). Il territorio comunale fa parte della zona di denominazione di origine controllata dell'ossau-iraty.